# Ферро, Кандела
Кандела Ферро (исп. Candela Ferro; 13 ноября 1973, Реконкиста) — аргентинcкая журналистка, актриса
, модель.
Владелец и продюсер программ Al Rojo Vivo: Fin de Semana con Candela Ferro and the E! Latin show Mil Preguntas, Una Estrella con Candela Ferro на Telemundo, второй по величине испаноязычной телекоммуникационной компании США.

## Биография
С раннего возраста любила имитировать Либертад Ламарке, известную артистку, исполнительницу аргентинского танго, декламировать стихи Гарсиа Лорки.
Окончила Университет Буэнос-Айреса. В 18-летнем возрасте начала работать в местном телешоу под названием Domingo Total (Total Sunday), которое транслировалось в прямом эфире по выходным. Была репортером развлекательного шоу De Boca en Boca (From Mouth to Mouth) на канале ATC Television. Два года вела телепередачу, посвящённую женским проблемам, текущим событиям и интервью со знаменитостями.
В 1999 году Ферро отправилась в Соединённые Штаты, чтобы стать журналистом и телеведущей в США. В 2000 году канал Telemundo предложил ей работать сценаристом, продюсером и телеведущей.
В течение 4 лет подряд — ведущая Парада Дня благодарения Мэйси (Macy’s Thanksgiving Day Parade), крупнейшего в мире парада для Telemundo (одновременно транслируемый NBC) и ведущая Конкурса Мисс Вселенная (Панама, 2003; Эквадор, 2004; Таиланд, 2005; Лос-Анджелес, 2006; Мексика, 2007; Вьетнам, 2008 и Багамы, 2009).
В 2005 году вела специальный концерт по случаю свадьбы Чарльза и Камиллы для E! Entertainment Television для Латинской Америки. В рамках сотрудничества с кабельной сетью взяла интервью у Рики Мартина в специальном выпуске под названием «Рики Мартин у Канделы».
Интервьюировала многих видных деятелей искусства в том числе Брэда Питта, Кейт Бланшетт, Пенелопу Крус, Дженнифер Лопес, Хавьера Бардема, Рики Мартина, Талию, Паулину Рубио, Энрике Иглесиаса, Дэдди Янки, Белинду Перегрин, Алехандро Фернандеса, Алехандру Гусман и других.

## Избранная фильмография
Снимается в кино и телесериалах.
- Cotorreando (сериал) (2000)
- Ocurrió Así (сериал) (2001)
- Al rojo vivo con María Celeste (сериал) (2002)
- Похититель сердец (сериал) (2003)
- Las 25 bellezas de People en Español (2003)
- 2004 Billboard Latin Music Awards (2004)
- Los 50 más bellos de People en Español (2005)
- 2005 Billboard Latin Music Awards (2005)
- Premios Fox Sports 4ta Edición (2006)
- Al rojo vivo fin de semana con Candela Ferro (2007)

## Награды
- В 2001, 2004, 2005 и 2006 годах награждена Latin Billboard Music Awards.